# 潮繡
潮州刺繡，簡稱潮繡，是中國潮州、汕头的傳統手工藝。潮繡始於唐朝、宋朝，盛行於明朝、清朝。

## 作品特徵
潮州人穩重、熱情、勤勞、追求美好反映在潮州刺繡作品上。圖案設計均衡對稱，構圖飽滿。繡線用金線，銀線、絨線混合針繡產生絢麗色彩、金碧輝煌、鮮艷奪目的視覺藝術。畫面題材主要是傳統的龍、鳳、獅子、喜鵲、牡丹等，頌揚文化，表達喜慶。現代潮綉圖案也有抽象和幾何圖案、當代人物等。潮繡針法有200多種。

## 潮繡術語
- 釘金針法
- 二針龍鱗轉針
- 旋針
- 過橋針
- 凹針綉
- 墊築綉
- 絨線綉針法
- 綢緞
- 棉絮
- 凸繡
- 紙丁
- 墊、浮、勾、勒、通

## 現代潮州刺繡
潮州刺繡在現代工業生產多運用機器流水作業上生產，其管理人技藝也來自傳統。當然，現在聲稱由潮汕姑娘人手製作的潮繡，已經是國際高檔市場的藝術收藏品。

## 外部參考
- 潮汕刺繡 （页面存档备份，存于）
- 潮绣具浓烈地方特色